# Ach Gott, vom Himmel sieh darein, BWV 2
Ach Gott, vom Himmel sieh darein, BWV 2 (Oh Senyor, dirigeix la teva vista des del Cel), és una cantata religiosa de Johann Sebastian Bach, estrenada el 18 de juny de 1724 a Leipzig, destinada al segon diumenge després de la Trinitat.

## Origen i context
Pertany al segon cicle de cantates, que s'inicia el diumenge anterior, amb la BWV 20, i forma part del grup de les denominades "cantates corals". És la segona de les dedicades a aquest diumenge, l'altra és la BWV 76, de l'any 1723. És una cantata de lamentació, que es dol de l'allunyament dels fidels de Déu, basada en l'adaptació que Luter feu del Salm XII i que forma part del primer cançoner oficial de la Reforma Protestant (1524); clarament relacionat amb l'evangeli del dia que tracta del Sant Sopar  (Lluc 14, 16-24). El primer i el darrer número de la cantata són les estrofes extremes de l'himne, mentre que les interiors s'han transformat en àries i recitatius.

## Anàlisi
Escrita per a contralt, tenor, baix i cor; quatre trombons, dos oboès d'amor, corda i baix continu.
Consta de sis moviments:
1. Cor : Ach Gott, vom Himmel sieh darein (Oh Senyor, dirigeix la teva vista des del Cel)
2. Recitatiu (tenor): Sie lehren eitel falsche List (Extermina, oh Senyor, les doctrines)
3. Ària (contralt): Tilg, o Gott, die Lehren (Destrueix, oh Déu, aquesta doctrina)
4. Recitatiu (baix): Die Armen sind verstört (Els pobres estan torbats)
5. Ària (tenor): Durchs Feuer wird das Silber rein (Tal com el foc purifica la plata)
6. Coral: Das wollst du, Gott, bewahren rein (Guarda pura la teva Paraula, Senyor).

El cor inicial és una polifonia contrapuntística esplèndida segons la tècnica del cantus firmus. El recitatiu del tenor arrenca amb la melodia i el text del coral però passa immediatament a un recitatiu secco, el del baix, número 4, acompanyat de les cordes es transforma en airoso quan diu la paraula de Déu: "Jo seré el teu Salvador". Les dues àries, de contralt i tenor, contrasten amb la severitat del primer número; el coral final va amb les mateixes duplicacions instrumentals que el cor inicial. Té una durada aproximada d'uns vint minuts.

## Discografia seleccionada
- J.S. Bach: Das Kantatenwerk. Sacred Cantatas Vol. 1. Nikolaus Harnoncourt, Wiener Sängerknaben & Chorus Viennensis, Hans Gillesberger (director del cor), Concentus Musicus Wien, Paul Esswood, Kurt Equiluz, Max van Egmond. (Teldec), 1994.
- J.S. Bach: The complete live recordings from the Bach Cantata Pilgrimage. CD 28: Basilique Saint-Denis, París. 2 i 3 de juliol de 2000. John Eliot Gardiner, Monteverdi Choir, English Baroque Soloists, Lisa Larsson, Daniel Taylor, James Gilchrist, Stephen Varcoe. (Soli Deo Gloria), 2013.
- J.S. Bach: Complete Cantatas Vol. 10. Ton Koopman, Amsterdam Baroque Orchestra & Choir, Michael Chance, Paul Agnew, Klaus Mertens. (Challenge Classics), 2007.
- J.S. Bach: Cantatas Vol. 29 (Cantatas from Leipzig 1724). Masaaki Suzuki, Bach Collegium Japan, Pascal Bertin, Gerd Türk, Peter Kooy. (BIS), 2004.
- J.S. Bach: Church Cantatas Vol. 1. Helmuth Rilling, Gächinger Kantorei, Bach-Collegium Stuttgart, Helen Watts, Aldo Baldin, Walter Heldwein. (Hänssler), 1999.
- J.S. Bach: Cantatas for the Complete Liturgical Year Vol. 7. Sigiswald Kuijken, La Petite Bande, Siri Thornhill, Petra Noskaiová, Marcus Ullmann, Jan van der Crabben. Accent, 2007.
- J.S. Bach: "O Ewigkeit du Donnerwort" – Cantatas BWV 2, 20 & 17. Philippe Herreweghe, Collegium Vocale Gent, Ingeborg Danz, Jan Kobow, Peter Kooy. Harmonia Mundi, 2002.